# Farlowiella carmichaeliana
Farlowiella carmichaeliana är en svampart som först beskrevs av Miles Joseph Berkeley, och fick sitt nu gällande namn av Pier Andrea Saccardo 1891. Farlowiella carmichaeliana ingår i släktet Farlowiella, ordningen Pleosporales, klassen Dothideomycetes, divisionen sporsäcksvampar och riket svampar.   Inga underarter finns listade i Catalogue of Life.